# Noga (chanteuse)
Noga est une chanteuse auteure-compositrice suisse, d'une famille venant de Haïfa et Berlin. Chantant en plusieurs langues, elle est adepte d'improvisation vocale et très impliquée dans l'éducation artistique.

## Biographie
Artiste suisse avec des origines à Haïfa et Berlin, chanteuse, musicienne, improvisatrice, Noga parle couramment plusieurs langues. Elle se produit depuis les années 1990 et est connue pour son univers musical mêlant "world-jazz", "chanson française" et "musiques spirituelles", ainsi que pour son engagement en faveur de l'éducation artistique à travers l'association "Catalyse", qu'elle a fondée et dont elle est présidente.

### Formation
Noga naît et grandit à Genève, où elle commence sa formation musicale. Elle poursuit ensuite un cursus de chant,  improvisation et "performing arts" à Boston et Londres, en y ajoutant différentes spécialisations "body-mind" et en approfondissant la technique du "circle-song".

### Carrière musicale
Noga développe une œuvre personnelle et poétique, chantant en français, en hébreu et en anglais. Elle collabore avec des artistes venant de différents horizons, notamment le multi-instrumentiste franco-camerounais Patrick Bebey et plus récemment son fils Asher Varadi, multi-instrumentiste lui-aussi, qui ajoute des touches d'électronique au projet.
En 2018 elle publie l'album "Next" (Balandras ed.), dans lequel elle collabore avec de nombreux auteurs, notamment la romancière Marie Nimier et Thierry Illouz  
L'album entre dans la sélection Album Suisse de la RTS. 
Cette même année, Noga compose la chanson "Chant de Paix" sur un texte de Bettina Vernet. Le clip est produit avec le soutien de la RTS (Radio Télévision Suisse, en collaboration avec TV5Monde et l'Union Européenne de Radio-Télévision (UER). 
En 2020 paraît l'album live-studio "Et Si...", dont elle parle notamment sur RCF. 
En 2023, elle publie LEV, un album en hébreu consacré à l’interprétation contemporaine de psaumes et de textes sacrés. L'album est notamment mis en avant dans les sélections du Journal "Le Monde",.
C'est aussi l'occasion pour Noga d'être reçue dans des émissions de radio qui lui donnent la parole pour de longs interviews, où elle revient sur son parcours, ses origines et son travail sur les psaumes. 
Sur RFI, l'émission "En Sol Majeur" avec Yasmine Chouaki.
Sur RFI, l'émission "Vous m'en direz des nouvelles" avec Marjorie Bertin.
Sur la RTS, l'émission "Le Grand Soir".
Sur la RTS toujours, le "concert du Grand Soir".
Au printemps 2025, le duo formé par Noga et Asher Varadi tourne au Japon dans leur nouveau projet "Komorebi", performance avec les artistes japonais Yuka Oishi (dance) et Houkyu Usui (calligraphie).

### Autres projets musicaux
Noga collabore aussi avec d'autres artistes et se produit dans différents contextes. Elle chante notamment a cappella avec l'ensemble Muqarnas, mêlant sa voix à différentes traditions spirituelles : chant hébraïque, orthodoxe slave, saama soufi marocain. Noga forme aussi avec le percussionniste Thierry Hochstätter le groupe ASAP2. Le duo est présenté notamment par la galerie Gowen Contemporary.

### Théâtre
Ayant commencé sa carrière par le théâtre, Noga y revient  par à coups. En 2024, elle a adapté son album LEV dans un spectacle musical écrit en collaboration avec Sephora Haymann. 

### Engagement pédagogique
Noga a fondé il y a plus de 20 ans l'association "Catalyse", un lieu de formation et de création artistique dédié à la voix. Elle y développe la méthode "sonoga©", basée sur la connexion respiration-corps-voix et sur la relation individu/groupe.
Avec plus de 300 élèves, "Catalyse" propose également une programmation régulière : concerts, résidences artistiques, événements culturels. 

### Circle song et improvisation
Noga enseigne le "circle song-improvisation" selon sa méthode sonoga©. 
Elle est aussi directrice artistique du "AVOCLAP vocalimpro festival".

## Video clips
| Title                      | Year | Director(s)                            |
| -------------------------- | ---- | -------------------------------------- |
| "Eli Ata"                  | 2023 | Noga + Zohar Varadi                    |
| "Shir"                     | 2023 | Noga + Zohar Varadi                    |
| "Rakia"                    | 2023 | Paul Perretgentil                      |
| "Femme vivante"            | 2020 | Noga + Zohar Varadi & Antoine Deblangy |
| "Sans écran (live studio)" | 2020 | Noga + Zohar Varadi & Antoine Deblangy |
| "Innocents (live studio)"  | 2020 | Noga + Zohar Varadi & Antoine Deblangy |
| "Chant de paix"            | 2018 | Mei Fa Tan                             |
| "Dépêche-toi"              | 2018 | Julien Bozzato                         |
| "Innocents"                | 2015 | Julien Bozzato                         |
| "Stabat mater"             | 2014 | Julien Bozzato                         |